# ニコラス・メイヤー
ニコラス・メイヤー（英: Nicholas Meyer、1945年12月24日 - ）は、アメリカ合衆国・ニューヨーク出身の映画監督、脚本家、作家、映画プロデューサー。アイオワ大学卒業。
ニコラス・マイヤーと表記した方が原音に近いが、日本語カナ表記としては「メイヤー」が定着している。

## 人物
『スタートレック』シリーズや『ザ・デイ・アフター』の監督、脚本家として有名。また、『コラテラル・ダメージ』では製作総指揮を務めている。
『スタートレック』では「キャラクターが年をとったことを隠さない」方針を発案し、結果物語に人生・成長・老いが深く関わるようになり、後のシリーズに多大な影響を与えた。
作家としては『シャーロック・ホームズの素敵な挑戦』など、『シャーロック・ホームズシリーズ』のパスティーシュを数冊書いている。

## 主な作品

### 監督
- タイム・アフター・タイム Time After Time （1979年） 脚本も
- スタートレックII カーンの逆襲 Star Trek II: The Wrath of Khan （1982年） クレジットなしで脚本も
- ザ・デイ・アフター The Day After （1983年） テレビ映画
- フェアリーテール・シアター「ハーメルンの笛吹き男」 Faerie Tale Theatre: The Pied Piper of Hamelin （1985年） テレビドラマ、脚本も
- ピース・フォース Volunteers （1985年） 劇場未公開
- デシーバーズ/暗黒の大地 The Deceivers （1988年） 劇場未公開
- ロシアン・ルーレット Company Business （1991年） 脚本も
- スタートレックVI 未知の世界 Star Trek VI: The Undiscovered Country （1991年） 脚本も
- シシリアン/虐殺の地 Vendetta （1999年） 劇場未公開

### 脚本
- インベージョン・オブ・ザ・ビー・ガールズ〜蜂女〜 Invasion of the Bee Girls （1973年） 劇場未公開
- アメリカを震撼させた夜 The Night That Panicked America （1975年） テレビ映画
- シャーロック・ホームズの素敵な挑戦 The Seven-Per-Cent Solution （1976年） 自身の原作の映画化
- スタートレックIV 故郷への長い道 Star Trek IV: The Voyage Home （1986年）
- ジャック・サマースビー Sommersby （1993年）
- アンダーフィールド The Informant （1997年） 劇場未公開、製作総指揮も
- プリンス・オブ・エジプト The Prince of Egypt （1998年） ※加筆担当
- 白いカラス The Human Stain （2003年）
- エレジー Elegy （2008年）
- スタートレック:ディスカバリー Star Trek: Discovery (2017年)

### プロデューサー
- メディチ Medici (2016年-2019年)
- スタートレック:ディスカバリー Star Trek: Discovery (2017年-)

### 翻訳された著書
- ワトスン博士の未発表手記によるシャーロック・ホームズ氏の素敵な昌険 故ジョン・H.ワトスン博士 (著), ニコラス・メイヤー (編集), 田中融二 (翻訳) 立風書房 (1975年) のち、扶桑社ミステリー
- ウエスト・エンドの恐怖―シャーロック・ホームズ氏の素敵な冒険 故ワストン博士 (著) ニコラス・メイヤー (著, 編集), 田中融二 (翻訳) 立風書房 1977 のち扶桑社ミステリー

## 受賞
- 第7回サターン脚本賞（1979年、「タイム・アフター・タイム」）
- 第10回サターン監督賞（1982年、「スタートレックII カーンの逆襲」）
- 1975年度ゴールド・ダガー賞（シャーロック・ホームズ氏の素敵な挑戦）